# Ambystoma talpoideum
Ambystoma talpoideum е вид земноводно от семейство Ambystomatidae.

## Разпространение
Видът е разпространен в САЩ.